# Дом для леопарда
«Дом для леопарда» — советский рисованный мультипликационный фильм, поставленный в 1979 году режиссёром Анатолием Резниковым. О том, как звери помогали Леопарду найти себе дом.

## Сюжет
В джунглях начался сезон сильных дождей. Все звери спрятались в свои дома, только у одного леопарда не было своего дома. Его жена с детьми укрылась под листьями пальмы, а сам леопард спит под дождём, и ему всё нипочём. Шёл мимо заяц и пристыдил леопарда, что он как отец семейства должен позаботиться о крове для своей семьи. Замечаниями заяц очень разозлил леопарда. И леопард отправился на поиски дома, а так как строить дом самому уж очень не хотелось, то решил он занять уже готовый дом.
Но всё оказалось не так-то просто. Долго ли, коротко бродил леопард в поисках жилья, пока не встретил обезьяну с её прекрасным домом и решил его у неё отобрать. Сам же он отправился за своим семейством, чтобы показать им новый дом. Обезьяна же сидит и плачет, не зная, как ей поступить в этой ситуации. Но тут ей на помощь пришёл тот самый заяц и научил обезьяну, как с помощью хитрости отстоять свой дом.
Советы зайца очень помогли: сначала с помощью горшков они отпугнули леопардиху и её детёнышей. Но леопард взял себе в помощь вредную обезьяну, периодически разоряющую гнездо птицы-ткачика. Но и тут заяц его отвадил, и леопарду всё-таки пришлось самому строить свой собственный дом. Его невольный помощник обезьяна по-настоящему получает по заслугам: собравшись в очередной раз распустить птичье гнездо, она обрушивает себе на голову кокос, падает от удара на землю и набивает себе большую шишку.

## Создатели
- Сценарист: Ромил Соболев
- Режиссёр: Анатолий Резников
- Художник-постановщик: Вячеслав Назарук
- Оператор: Владимир Милованов
- Композитор: Борис Савельев
- Звукооператор: Нелли Кудрина
- Роли озвучивали: Александр (Алекс) Очеретянский, Аркадий Минаков
- Художники-мультипликаторы: Юрий Бутырин, Светлана Сичкарь, Андрей Колков, Юрий Белов, Татьяна Великород, Семён Петецкий, Александр Левчик
- Над фильмом работали: Игорь Шкамарда, Александр Распопов, Елена Строганова, Жанна Корякина, Марина Трусова, Оля Хорова, Любовь Хорошкова, Ирина Черенкова, Лера Рыбчевская, Валерия Коновалова, Е. Бобровская
- Создатели приведены по титрам мультфильма.

## Переиздания на DVD
Мультфильм неоднократно переиздавался на DVD в сборниках мультфильмов:
- «Крошка Енот»[2]
- «13 историй»[3]